# Emiltzena Paleóloga
Emiltzena (em búlgaro: Смилцена; romaniz.: Emiltzena) era sobrinha do imperador bizantino Miguel VIII Paleólogo e foi imperatriz-consorte da Bulgária, esposa de Emiltzos.

## História
Emiltzena era filha do sebastocrator Constantino Paleólogo, meio-irmão do imperador Miguel VIII Paleólogo, e sua esposa Irene Comnena Lascarina Branena. Nas fontes, ela é chamada apenas de Emiltzena ("esposa de Emiltzos" em búlgaro), sem ter seu nome citado.
Emiltzos ascendeu ao trono da Bulgária em 1292 e a nova tsarina mudou-se com o marido para o palácio real na capital búlgara, Tarnovo. Ele morreu em 1298 e foi sucedido por seu filho, João II. Emiltzena assumiu o comando do governo como regente do filho, que era ainda uma criança. A imperatriz aparentemente conseguiu derrotar os irmãos de Emiltzos, os boiardos Radoslau e Voysil, que se refugiaram no Império Bizantino e passaram a servir Miguel VIII. Para enfrentar esta nova ameaça e também a invasão do príncipe mongol Tzacas, Emiltzena se aliou a Aldimir (Eltimir), o irmão do antigo czar Jorge Terter I, que havia sido deposto por seu finado marido. Aldimir casou-se com a filha de Emiltzena, Maria. Não se sabe se antes ou depois do casamento, Aldimir também recebeu o título de déspota e passou a controlar um amplo domínio na região de Kran.
Em 1299, Emiltzena tentou, sem sucesso, se aliar com o rei sérvio Estêvão Milutino para impedi-lo de se aliar com o imperador bizantino Andrônico II Paleólogo. Ela arranjou o casamento de sua outra filha, Teodora com Estêvão, o Diácono, o filho mais velho e herdeiro aparente de Milutino. É possível que ela também tenha feito uma proposta de casamento ao rei sérvio, oferecendo a coroa búlgara como dote, mas foi recusada.
Sem conseguir se manter no trono, Emiltzena fugiu de Tarnovo e abandonou a cidade para Tzacas, que se instalou como imperador em 1299. Emiltzena, João II e todo o cortejo da imperatriz foram morar nas terras de Aldimir, onde é possível que eles estivessem quando o sobrinho dele, Teodoro Esvetoslau, acedeu ao trono em 1300. Logo Aldimir se aliou a Teodoro e seus domínios foram aumentados como recompensa. Por causa da aliançam, Emiltzena e João II tiveram que deixar Kran e fugiram para Constantinopla, onde foram recebidos na corte bizantina. Na capital, Emiltzena continuou ativa na política. Em 1305, é provável que Aldimir tenha aberto negociações com os bizantinos para trair o sobrinho e Emiltzena participou das negociações representando ou Aldimir ou seu próprio filho. Porém, depois que Teodoro esmagou as forças de Aldimir (e provavelmente o matou) no mesmo ano, Emiltzena caiu na obscuridade e desaparece das fontes.

## Família
Ela se casou com Emiltzos, que é creditado como sendo descendente "de uma das mais nobres famílias búlgaras". Eles tiveram três filhos:
- Maria (Marija), que se casou com déspota Aldimir (Eltimir) , irmão de Jorge Terter I.
- Teodora, que se casou com Estêvão, o Diácono da Sérvia.
- João II, que sucedeu ao pai como imperador da Bulgária entre 1298 e 1299/1300.